# O Clã
O Clã (em castelhano:  El Clan) é um filme de drama criminal argentino de 2015 dirigido por Pablo Trapero. A produção foi lançada na Argentina em 13 de agosto de 2015 e no mês seguinte exibida no Festival de Veneza de onde saiu vencedora do Urso de Prata para melhor diretor. O filme foi selecionado como representante de seu país ao Oscar de melhor filme estrangeiro em 2016, mas não foi indicado.

## Enredo
Arquímedes (Guillermo Francella), é o patriarca da família Puccio, um homem singular que varre a calçada todos os dias e cumprimenta simpaticamente os vizinhos de San Isidro, nos aredores de Buenos Aires. O filho mais velho, Alejandro (Peter Lanzani), é um popular jogador de rúgbi. A família se completa com outros dois rapazes e duas meninas, sempre unidos e fazendo suas orações antes de cada refeição.
O que a sociedade buenairense não imaginava é que, durante anos, o porão da residência dos Puccio estava constantemente ocupado.  Arquímedes valeu-se da experiência como ex-agente da ditadura para chefiar esquema de sequestro de familiares de empresários.
O filho primogênito é obrigado pelo pai a participar dos sequestros, entre eles o de um amigo que jogava rúgbi com ele. Alexandre se vê em crise, contrariado e profundamente angustiado pelas pressões de um pai absolutamente manipulador.
Embora fingissem uma vida norma e de desconhecimento do que estava acontecendo, a família ouvia os gritos das pessoas sequestradas por Arquímedes e seus cúmplices, e que acabavam mortas mesmo após o pagamento do resgate pelos familiares.

## Elenco
- Guillermo Francella ... Arquímedes Puccio
- Peter Lanzani ... Alejandro Puccio
- Lili Popovich ... Epifanía Puccio
- Gastón Cocchiarale ... Maguila Puccio
- Giselle Motta ... Silvia Puccio
- Franco Masini ... Guillermo Puccio
- Antonia Bengoechea ... Adriana Puccio
- Stefanía Koessl ... Mónica
- Fernando Miró ... Anibal Gordon
- Raymond E. Lee ... Dirigente
- Juan Cruz Márquez de la Serna ... Oveja Gonzalo